# لنکستر (کارولینای جنوبی)
لنکستر(به انگلیسی: Lancaster) شهری در ایالت کارولینای جنوبی کشور ایالات متحده آمریکا است که جمعیت آن در سرشماری سال ۲۰۱۰ میلادی، ۸٬۵۲۶ نفر بوده‌است.